# El poeta Halley
El Poeta Halley és el CD del grup Love of Lesbian llançat el 4 de març del 2016.

## Llista de cançons
| Núm. | Títol                                    | Duració |
| ---- | ---------------------------------------- | ------- |
| 1.   | "Planeador"                              | 5:37    |
| 2.   | "Bajo el volcán"                         | 5:47    |
| 3.   | "Cuando no me ves"                       | 5:11    |
| 4.   | "Los males pasajeros"                    | 6:46    |
| 5.   | "I.M.T. - Incapacidad moral transitoria" | 4:39    |
| 6.   | "En busca del mago"                      | 5:07    |
| 7.   | "Océanos de sed"                         | 4:27    |
| 8.   | "Psiconautas"                            | 9:35    |
| 9.   | "Canción de bruma"                       | 3:26    |
| 10.  | "Contraespionaje"                        | 5:11    |
| 11.  | "El yin y el yen"                        | 3:26    |
| 12.  | "El ciclo lunar de Halley star"          | 5:26    |
| 13   | "El poeta Halley"                        | 7:25    |